# Biskupi sofijsko-płowdiwscy
Biskupi sofijsko-płowdiwscy – administratorzy, biskupi diecezjalni, biskupi koadiutorzy i biskupi pomocniczy wikariatu apostolskiego, a od 1979 diecezji sofijsko-płowdiwskiej.

## Biskupi

### Biskupi diecezjalni
| Lata urzędowania | Biskup | Biskup                            | Uwagi |
| ---------------- | ------ | --------------------------------- | --- |
|                  |        | Giuseppe Roverani                 | wikariusz w latach 1759–1767, następnie wikariusz apostolski Konstantynopola                                                        |
|                  |        | Gjergj Engjëll Radovani           | wikariusz w latach 1767–1771, następnie biskup diecezjalny Szkodry, późniejszy arcybiskup metropolita Bar                           |
|                  |        | Paweł Gaidadzhiyski               | wikariusz w latach 1773–1776 |
|                  |        | Peter Kowaczew                    | wikariusz w latach 1776–1795 |
|                  |        | Georgi Tunow                      | wikariusz w latach 1799–1809 |
|                  |        | Andrej Tunow                      | wikariusz w latach 1811–1835 |
|                  |        | Iwan Fortner CSsR                 | wikariusz w latach 1835–1836 |
|                  |        | Iwan Ptachek CSsR                 | wikariusz w latach 1836–1840 |
|                  |        | Peter Kasew                       | wikariusz w latach 1840–1841 |
|                  |        | Andrea Canova OFMCap              | wikariusz w latach 1841–1866 |
|                  |        | Francesco Domenico Raynaud OFMCap | wikariusz w latach 1867–1885, arcybiskup tytularny                                                                                  |
|                  |        | Roberto Menini OFMCap             | wikariusz w latach 1885–1916, arcybiskup tytularny                                                                                  |
|                  |        | Vincent Pejew OFMCap              | wikariusz w latach 1916–1941 |
|                  |        | Iwan Romanow                      | wikariusz w latach 1942–1953 |
|                  |        | Franz Pachew                      | administrator apostolski sede vacante w latach 1953–1959                                                                            |
|                  |        | Simeon Kokow OFMCap               | administrator apostolski w latach 1960–1974                                                                                         |
| 1975–1983        |        | Bogdan Dobranow                   | administrator apostolski w latach 1959–1965, następnie wikariusz w latach 1975–1979, od 1979 biskup diecezjalny sofijsko-płowdiwski |
|                  |        | Piotr Izamski SJ                  | administrator apostolski sede vacante w latach 1983–1988                                                                            |
| 1988–2025        |        | Georgi Jowczew                    | administrator apostolski w latach 1988–1995, w latach 1995–2025 biskup diecezjalny sofijsko-płowdiwski                              |

### Biskupi pomocniczy
| Lata urzędowania | Biskup | Biskup                | Uwagi                                                         |
| ---------------- | ------ | --------------------- | ------------------------------------------------------------- |
| nominat          |        | Francesco Dragano     | koadiutor w 1832 (nie dożył)                                  |
| 1880–1885        |        | Roberto Menini OFMCap | koadiutor, następnie wikariusz apostolski sofijsko-płowdiwski |
| 1912–1916        |        | Vincent Pejew OFMCap  | koadiutor, następnie wikariusz apostolski sofijsko-płowdiwski |
| 1958–1965        |        | Simeon Kokov OFMCap   | następnie administrator apostolski sofijsko-płowdiwski        |
| od 2021          |        | Rumen Stanew          | administrator diecezji od 2025                                |